# Восточенский сельсовет
Восточенский сельсовет — сельское поселение в Краснотуранском районе Красноярского края.
Административный центр — село Восточное.

## Население
| 2010 | 2012  | 2013  | 2014 | 2015 | 2016 | 2017 |
| ---- | ----- | ----- | ---- | ---- | ---- | ---- |
| 1072 | ↘1045 | ↘1032 | ↘998 | ↘985 | ↘965 | ↘942 |

## Состав сельского поселения
В состав сельского поселения входят 3 населённых пункта:
| № | Населённый пункт | Тип населённого пункта       | Население |
| - | ---------------- | ---------------------------- | --------- |
| 1 | Восточное        | село, административный центр | 826       |
| 2 | Диссос           | деревня                      | 205       |
| 3 | Листвягово       | деревня                      | 41        |

## Местное самоуправление
Восточенский сельский Совет депутатов
Дата избрания: 14.03.2010. Срок полномочий: 5 лет. Количество депутатов: 10